# كيلي غرين
كيلي غرين (بالإنجليزية: Kelly Green)‏ هي مغنية أسترالية، ولدت في 20 يوليو 1947.